# Pavonis Mons
Pavonis Mons (łac. Góra Pawia) – środkowy wulkan formacji Tharsis Montes w regionie Tharsis na Marsie. Jest najniższym szczytem Tharsis Montes (wysokość wynosi około 7 km). Od południa sąsiaduje z Arsia Mons, a od północy z Ascraeus Mons. Olympus Mons, najwyższa góra na planecie, a także najwyższa góra w Układzie Słonecznym, znajduje się na północnym zachodzie.
Decyzją Międzynarodowej Unii Astronomicznej w 1973 roku nazwa tego obszaru pochodzi od gwiazdozbioru Pawia.

## Linki zewnętrzne

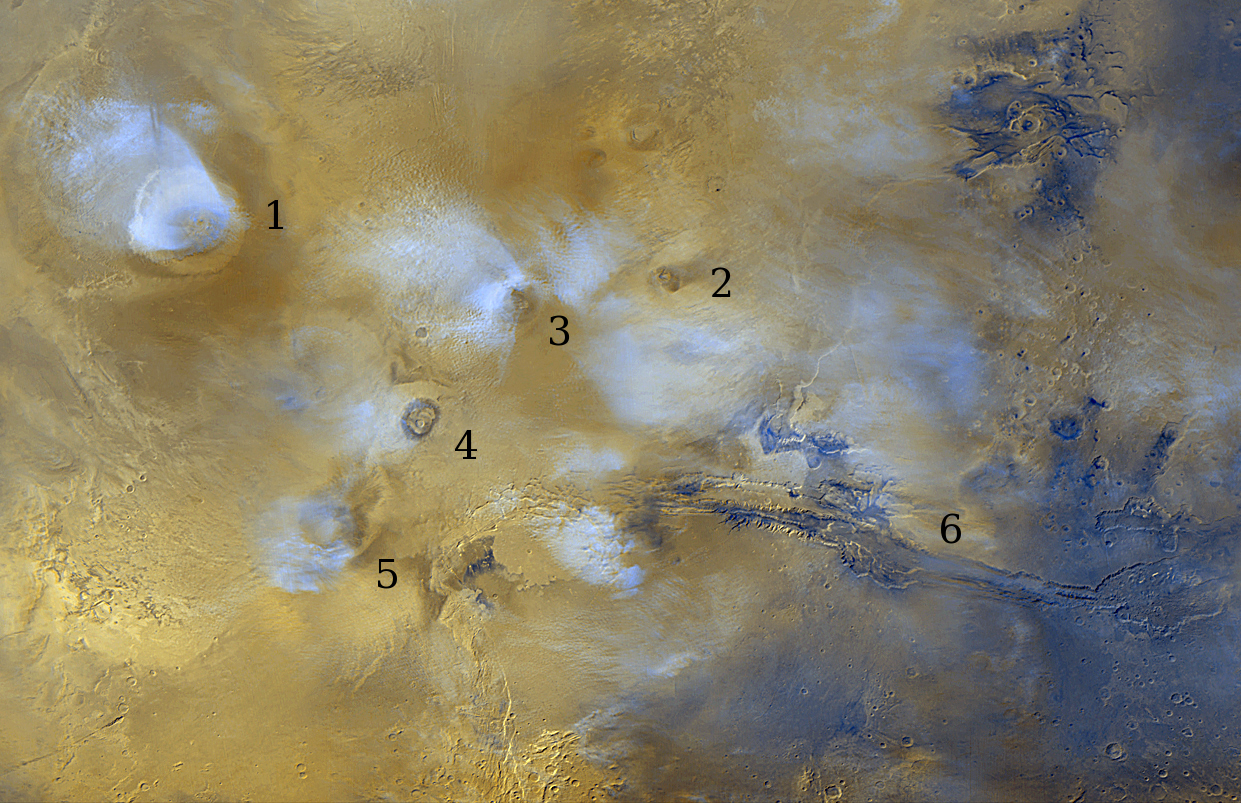
Mapa regionu Tharsis: 1. Olympus Mons
2. Tharsis Tholus
3. Ascraeus Mons
4. Pavonis Mons
5. Arsia Mons
6. Valles Marineris